# Mersey River (Bass-Straße)
Der Mersey River ist ein Fluss im Norden des australischen Bundesstaates Tasmanien.

## Geografie

### Flusslauf
Der 157 Kilometer lange Mersey River entsteht im Lake Meston an den Südosthängen des Mount Rogoona im Zentrum des Walls-of-Jerusalem-Nationalparks. Den See verlässt der Fluss in Richtung Südwesten und beschreibt dann einen Dreiviertelkreis über Westen, Norden und Osten um den Mount Rogoona herum. Dann biegt er nach Norden ab und durchfließt die Stauseen Lake Rowallan und Lake Parangana. Etwa fünf Kilometer nördlich der Siedlung Liena wendet der Mersey River – abgelenkt durch die Gog Range – seinen Lauf nach Osten bis zum Ostende dieses Gebirges, wo er erneut nach Norden abbiegt. Von dort fließt er nach Nord-Nordwesten und mündet bei Devonport in die Bass-Straße.

### Nebenflüsse mit Mündungshöhen
Der Fluss hat folgende Nebenflüsse:
- Wurragarra Creek – 607 m
- Fish River – 480 m
- Arm River – 416 m
- Fisher River – 415 m
- Mole Creek – 209 m
- Lobster Rivulet – 106 m
- Coilers Creek – 66 m
- Dasher River – 60 m
- Redwater Creek – 28 m
- Caroline Creek – 10 m
- Bonneys Creek – 8 m

### Durchflossene Seen und Stauseen
Er durchfließt folgende Seen und Stauseen:
- Lake Meston – 948 m
- Lake Rowallan – 480 m
- Lake Parangana – 415 m

## Freizeitaktivitäten
Wildwasserrafting ist beliebt am Mersey River.